# St. Peter's Bay (Île-du-Prince-Édouard)
St. Peters Bay est un village dans le comté de Kings sur l'Île-du-Prince-Édouard, au Canada, à l'est de Morell.

## Démographie
| 2001 | 2006 | 2011 | 2016 |
| ---- | ---- | ---- | ---- |
| 267  | 248  | 253  | 237  |

## Débarcadère de St. Peters
Les magasins du débarcadère de St Peters, qui ont été ouverts en 2005 après un important projet de dragage et de restructuration entourant la baie et le pont, sont une attraction touristique populaire à St Peters. Aujourd'hui, cette terre récupérée constitue un endroit pour les magasins d'été et les entreprises.

## Transport
La communauté est principalement desservie par l'Île-du-Prince-Édouard Route 2 et l'Île-du-Prince-Édouard Route 16 avec d'autres régions de la province.

## Attractions
- Théâtre du palais de justice de Saint-Pierre
- Sentier de la Confédération (en)